# دايودون
دايودون أو ذو السن المروع (الاسم العلمي: Daeodon)، جنس منقرض من ذوات الحوافر ذات الأصابع الثنائية التي عاشت في أمريكا الشمالية منذ حوالي 29 إلى 15.97 مليون سنة خلال أواخر العصر الأوليغوسيني وأوائل العصر الميوسيني. النوع النمطي للجنس هو Daeodon shoshonensis، والذي وصفه كوب من عينة مجزأة للغاية. تربط بعض المراجع بينه وبين Dinohyus hollandi والعديد من الأنواع الأخرى، ولكن بسبب نقص المواد التشخيصية، قد يكون هذا الأمر موضع شك.
عضو كبير آخر من هذه الفصيلة، ربما أكبر من دايودون، هو البارانتيلودون الآسيوي، لكنه معروف بمواد غير مكتملة للغاية.